# 馬修·里沃德
馬修·里沃德（Matthew Lyn Lillard，1970年1月24日—）是美國的一位演員、配音演員、導演、製作人。他出生在密歇根州，成長於加利福尼亞州，高中畢業後進入富勒頓學院，此後與演員保羅路德同期就讀美國戲劇藝術學院。
里沃德最著名的作品包括在《驚聲尖叫》中飾演Stu Macher，和《史酷比》中的薛吉/夏奇和《佛萊迪餐館之五夜驚魂 》的威廉。他曾主演過《史酷比》真人版電影《史酷比》、《史酷比2：怪獸偷跑》 ，並為動畫、遊戲中的薛吉/夏奇配音。